# Joan Reixac

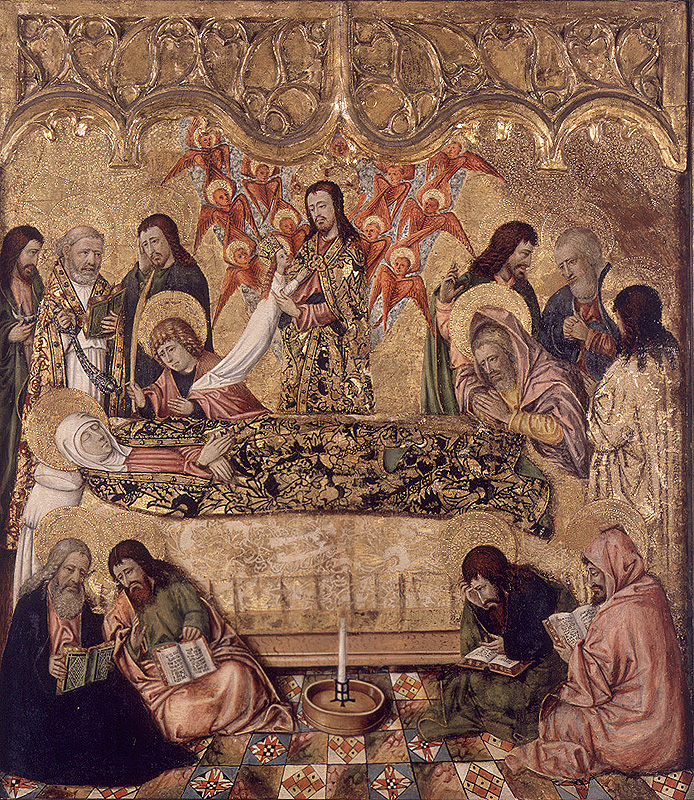
Dormició de la Mare de Déu de Joan Reixac (Museu de Belles Arts de València)

Joan Reixac fou un pintor valencià floruit entre 1431 i 1482, d'estil gòtic. Va estudiar amb Jacomart, en el taller del qual va treballar, arribant a ser més important que el seu mestre. Reixac té un gran sentit decoratiu, optant pels grans formats i el tractament monumental de la figura. Entre les seves obres destacades hi ha els següents retaules:
- El retaule de santa Úrsula i les onze mil verges, procedent de Cubells (a la comarca de la Noguera), en el Museu Nacional d'Art de Catalunya, Barcelona. Apareix la seva signatura en un cartell als peus de la santa, el que és un tret renaixentista.
- El retaule de l'Epifania, procedent del convent agustí de Rubielos de Mora, també en el Museu Nacional d'Art de Catalunya.
- El de Sant Martí, per a la catedral de Sogorb.
- La crucifixió i la Mare de Déu entronitzada amb àngels, en el Museu Norton Simon de Pasadena (Califòrnia).[1]
- Les "Taules de l'Anunciació", díptic (118x110 cm cada taula) datat circa 1460, actualment en el Museu Nacional de Belles Arts de Xile.
- El retaule de Sant Jaume, en l'església parroquial de Santiago Apóstol en La Pobla de Vallbona. Realitzada cap 1450-60, aquesta obra (191 x 148 cm) degué constituir la taula central d'un retaule dedicat al sant apòstol.

Al Museu de Belles Arts de València es conserven diverses obres de Reixac:
- Dues predel·les amb vuit i cinc escenes de la Passió de Crist de la segona meitat del segle xv; són dos olis sobre taula, la primera de 58 x 345 cm, mentre la segona fa 111 x 321.5 cm.
- Cinc taules a l'oli d'uns 130 x 70 cm amb les figures del rei Salomó d'Israel i els profetes Moisès, Isaïes, David i Daniel.
- Dormició de la Mare de Déu, oli sobre taule fet cap a 1460, de 127 x 110 cm